# روسالیا ۳۱۴
سیارک ۳۱۴ (به انگلیسی: 314 Rosalia) سیصد و چهاردهمین سیارک کشف شده‌است که در ۱ سپتامبر ۱۸۹۱ و در نیس کشف شد.
قدر مطلق سیارک برابر ۹٫۵۰ است.